# لوتریانیسم
لوتریانیسم یکی از بزرگ‌ترین شاخه‌های پروتستانتیسم است که از الهیات مارتین لوتر پیروی می‌کند. مارتین لوتر راهب و اصلاح‌طلب قرن ۱۶ میلادی بود که می‌کوشید الهیات و کردار کلیسای کاتولیک را اصلاح کند و اصلاحات پروتستانی را پایه گذاشت. واکنش مقامات دولت و کلیسا به گسترش بین‌المللی نوشته‌های لوتر از جمله اعلامیه نود و پنج ماده‌ای، باعث ایجاد دسته‌های مختلف در مسیحیت غربی شد. طی دوران اصلاحات، لوتریانیسم تبدیل به دین رسمی چند کشور اروپای شمالی شد، به‌خصوص شمال آلمان و اسکاندیناوی. در این کشورها، روحانیون لوتری کارمندان دولت و کلیساهای لوتری بخشی از دولت محسوب می‌شدند.
شکاف بین لوتری‌ها و کاتولیک‌ها با مجلس ورمس در سال ۱۵۲۱ علنی و روشن شد: مجالس انجمن امپراتوری لوتر را محکوم شناخت و شهروندان امپراتوری مقدس روم را رسماً از دفاع یا تبلیغ نظرات لوتر ممنوع کرد و همچنین مدافعان لوتریانیسم را به مصادره تمامی اموال محکوم کرد که نیمی از این اموال ضبط‌شده به دولت امپراتوری و نیم دیگر به کسی می‌رسید که فرد موردنظر را به این کار متهم کرده بود.
شکاف بین کاتولیک‌ها و لوتری‌ها عمدتاً مبتنی بر دو نکته بود: یکی منبع اقتدار در کلیسا که اغلب اصل شکلی اصلاحات پروتستانی خوانده می‌شود، و دیگری دکترین عادل‌شمردگی (justification) که اغلب اصل ماهوی الهیات لوتری خوانده می‌شود. لوتریانیسم مدافع دکترین عادل‌شمردگی بود که به موجب آن انسان‌ها به خاطر شایستگی یا اعمال نیک خود در پیشگاه خداوند عادل شمرده نمی‌شوند بلکه این امر تنها هنگامی ممکن می‌شود که انسان معتقد باشد به واسطه مسیح (که با مرگ خود گناهان انسان را جبران کرده) لطف خدا شامل حالش شده و گناهانش بخشیده شده و خداوند این ایمان را به کسانی عطا می‌کند که در پیشگاه او پرهیزکار باشند. طبق این دکترین، فقط با لطف خدا، فقط از طریق ایمان (سولا فید) و فقط بر مبنای کتاب مقدس است که انسان به مقام عدالت می‌رسد و کتاب مقدس تنها منبع دارای اقتدار در تمامی مسائل مربوط به ایمان است. این موضع با باور کلیسای کاتولیک مبنی بر اینکه اقتدار هم از کتاب مقدس و هم از سنت مقدس می‌آید در تضاد بود.

برخلاف کالوینیسم، لوتریانیسم بسیاری از مناسک نیایش و آموزه‌های هفت‌آیینی را که پیش از اصلاحات در کلیسای غرب وجود داشت حفظ کرد، با تأکید خاص بر شام شکرگزاری (Eucharist)، البته در لوتریانیسم شرقی از مناسک بیزانسی استفاده می‌شود.

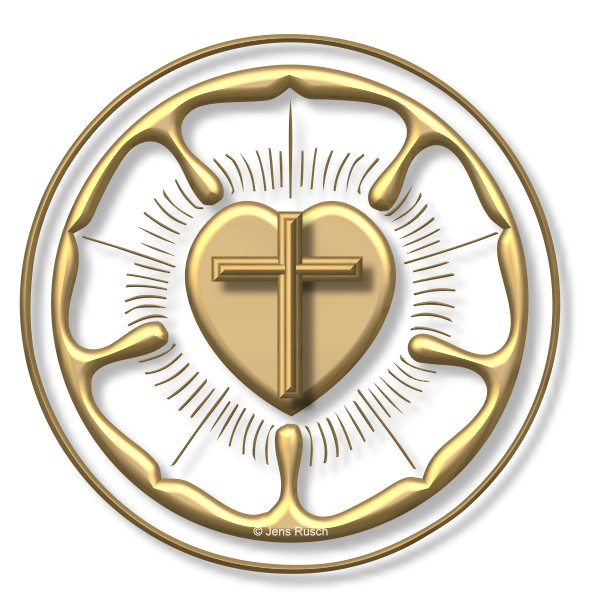
رز لوتری

لوتریانیسم در شمال و مرکز آلمان با حمایت شاهزاده‌های این کشور و با لشکرکشی یک آلزاسی به نام فیلیپ یاکوب اشپنر نفوذ و گسترش یافت و امروزه گذشته از این دو ناحیه آلمان و شمال آلزاس در کشورهای اسکاندیناوی یافت می‌شوند. در حال حاضر حدود هفتادمیلیون لوتری وجود دارند. همچنین پیروان کالون در گوشه و کنار فرانسه، هلند و انگلستان پراکنده‌اند و از سده هفدهم (میلادی) هم در سرزمین‌های فرادریا همچون آفریقای جنوبی، آمریکا و کانادا راه یافته‌اند؛ و به نظر می‌رسد که در طبقه بورژوا بیش‌تر ریشه دوانیده‌اند. هم‌اکنون چهل میلیون کالونیست وجود دارد که ۵ میلیون شان در فرانسه و دومیلیون‌ودویست‌هزار شان در سوئیس اند.
پاپ فرانسیس در آخر اکتبر ۲۰۱۶ (میلادی) با حضور در شهر لوند سوئد در مراسم چهارصدونودونهمین سالگرد اصلاحات مارتین لوتر شرکت کرد. او در این آیین که بزرگداشت مشترک کاتولیک و لوتریسم از اصلاحات دینی بود، از تأثیر مثبت اصلاحات لوتری در مذهب کاتولیک سخن گفت.